# Leichtathletik-Hallenweltmeisterschaften 2018
Die 17. Leichtathletik-Hallenweltmeisterschaften fanden vom 1. bis zum 4. März 2018 in Birmingham im Vereinigten Königreich statt.
Die britische Stadt erhielt 2013 den Zuschlag von der IAAF. Sie hatte sich für die Hallenweltmeisterschaften 2016 beworben, weil aber bereits 2016 (Halbmarathon) und 2017 (Freiluftweltmeisterschaften) IAAF-Veranstaltungen in Großbritannien geplant waren, erhielt die amerikanische Stadt Portland den Vorzug und Birmingham wurde für 2018 als Austragungsort für die Hallenweltmeisterschaften bestimmt.
Die Wettkämpfe fanden in der 8000 Zuschauer fassenden Arena Birmingham statt, wo schon die Hallenweltmeisterschaften 2003 ausgetragen wurden.
Erwartet wurden etwa 400 Sportlerinnen und Sportler aus 150 Nationen. Der vorläufigen Startliste zufolge gingen insgesamt 632 Athleten, davon 334 Männer und 298 Frauen, aus 144 Ländern an den Start.

## Teilnehmer
Insgesamt nahmen 632 Sportler, 334 Männer und 298 Frauen, aus 144 Nationen teil.
- : Der Deutsche Leichtathletik-Verband (DLV) nominierte 12 Athletinnen und 11 Athleten.[4] Des Weiteren wurden Malaika Mihambo und Marc Reuther vom Leichtathletikweltverband IAAF anhand des Rankingverfahrens eingeladen. Reuther musste jedoch wegen eines grippalen Infekts absagen, und Sosthene Moguenara rückte für Alexandra Wester nach, die wegen muskulärer Probleme nicht starten konnte.[5]
- : Vom Österreichischen Leichtathletik-Verband wurden vier Sportler nominiert, ein Mann und drei Frauen.
- : Der Swiss Athletics, Dachverband aller Leichtathletik-Vereine der Schweiz, nominierte einen Mann und fünf Frauen für die Wettkämpfe.

### Teilnehmende Nationen
- Ägypten (1)
- Albanien (1)
- Amerikanische Jungferninseln (1)
- Andorra (1)
- Antigua und Barbuda (1)
- Äquatorialguinea (1)
- Argentinien (1)
- Armenien (1)
- Aruba (1)
- Aserbaidschan (1)
- Äthiopien (11)
- Australien (7)
- Authorised Neutral Athletes (8)
- Bahamas (5)
- Bahrain (5)
- Bangladesch (1)
- Belgien (7)
- Belize (1)
- Bermuda (1)
- Bosnien und Herzegowina (1)
- Brasilien (8)
- Britische Jungferninseln (1)
- Bulgarien (5)
- Burkina Faso (1)
- Burundi (3)
- Cayman Islands (1)
- Chile (1)
- Volksrepublik China (13)
- Cookinseln (1)
- Costa Rica (2)
- Dominica (1)
- Dominikanische Republik (6)
- Dänemark (1)
- Deutschland (24)
- Dschibuti (3)
- El Salvador (1)
- Elfenbeinküste (6)
- Estland (2)
- Fidschi (1)
- Finnland (3)
- Frankreich (11)
- Französisch-Polynesien (1)
- Ghana (3)
- Gibraltar (1)
- Grenada (3)
- Griechenland (9)
- Guinea-Bissau (1)
- Haiti (1)
- Honduras (1)
- Hongkong (1)
- Indien (1)
- Indonesien (1)
- Iran (1)
- Irak (1)
- Irland (5)
- Island (1)
- Italien (13)
- Jamaika (30)
- Japan (1)
- Jordanien (1)
- Kambodscha (1)
- Kamerun (1)
- Kanada (15)
- Kasachstan (5)
- Katar (3)
- Kenia (8)
- Kirgisistan (1)
- Komoren (1)
- Demokratische Republik Kongo (1)
- Republik Kongo (1)
- Kroatien (2)
- Kuba (8)
- Kuwait (2)
- Lettland (4)
- Libanon (1)
- Litauen (2)
- Macau (1)
- Madagaskar (1)
- Malediven (1)
- Mali (1)
- Malta (1)
- Nördliche Marianen (1)
- Marokko (7)
- Mauritius (1)
- Nordmazedonien (1)
- Mexiko (1)
- Föderierte Staaten von Mikronesien (1)
- Moldau (1)
- Monaco (1)
- Montserrat (1)
- Namibia (1)
- Nauru (1)
- Neuseeland (4)
- Nicaragua (1)
- Niederlande (9)
- Nigeria (9)
- Norwegen (4)
- Oman (1)
- Österreich (4)
- Pakistan (1)
- Papua-Neuguinea (1)
- Paraguay (1)
- Peru (1)
- Philippinen (1)
- Polen (27)
- Portugal (8)
- Puerto Rico (1)
- Rumänien (4)
- Salomonen (1)
- Sambia (1)
- San Marino (1)
- St. Kitts und Nevis (1)
- St. Lucia (2)
- St. Vincent und die Grenadinen (1)
- Saudi-Arabien (3)
- Schweden (14)
- Schweiz (6)
- Serbien (5)
- Seychellen (1)
- Sierra Leone (1)
- Slowakei (3)
- Slowenien (2)
- Somalia (1)
- Spanien (17)
- Sudan (1)
- Südafrika (6)
- Südsudan (1)
- Swasiland (1)
- Tadschikistan (1)
- Trinidad und Tobago (12)
- Tschechien (23)
- Türkei (1)
- Turkmenistan (1)
- Tuvalu (1)
- Ukraine (17)
- Ungarn (5)
- Uruguay (1)
- Vanuatu (1)
- Venezuela (2)
- Vereinigte Staaten (69)
- Vereinigtes Königreich (36)
- Belarus (9)
- Zypern (1)

## Ergebnisse Männer

### 60 m

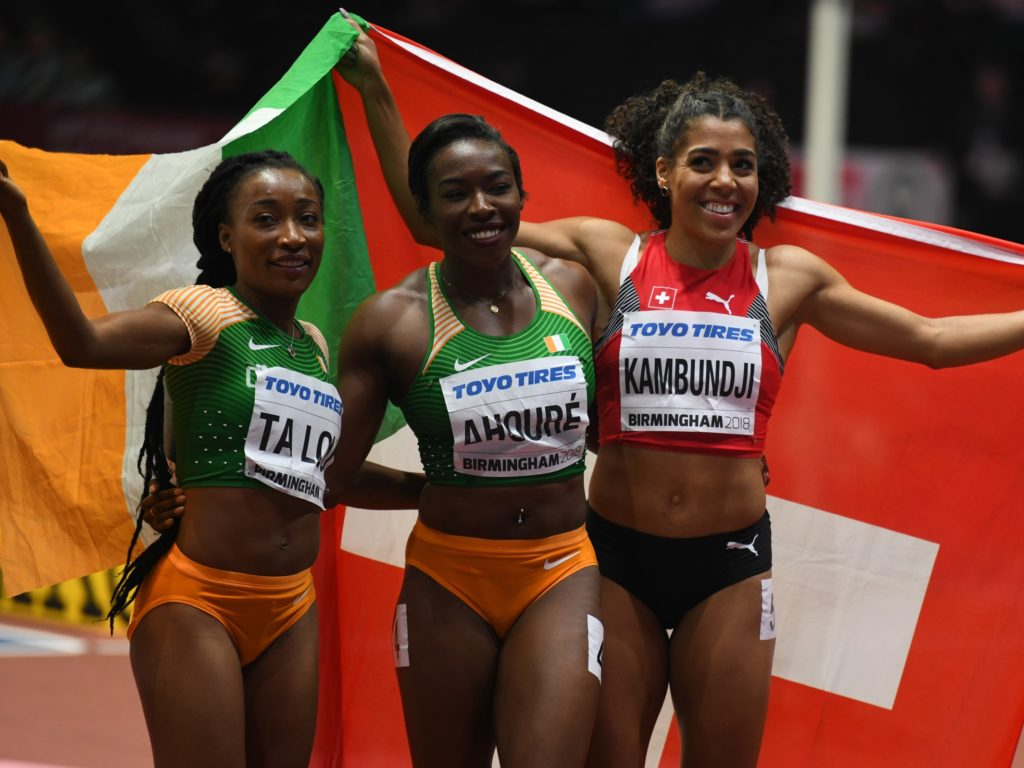
Die Medaillengewinnerinnen über 60 m (v. l. n. r.) Marie-Josée Ta Lou, Murielle Ahouré, Mujinga Kambundji

| Platz | Athlet            | Land | Zeit (s) |
| ----- | ----------------- | ---- | -------- |
| 1     | Christian Coleman | USA  | 6,37 CR  |
| 2     | Su Bingtian       | CHN  | 6,42 AIR |
| 3     | Ronnie Baker      | USA  | 6,44     |
| 4     | Xie Zhenye        | CHN  | 6,52 PB  |
| 5     | Hassan Taftian    | IRI  | 6,53     |
| 6     | Ján Volko         | CZE  | 6,59     |
| 7     | Sean Safo-Antwi   | GHA  | 6,60     |
| 8     | Emre Zafer Barnes | TUR  | 6,64     |

3. März 2018

### 400 m
| Platz | Athlet          | Land | Zeit (s) |
| ----- | --------------- | ---- | -------- |
| 1     | Pavel Maslák    | CZE  | 45,47 SB |
| 2     | Michael Cherry  | USA  | 45,84    |
| 3     | Deon Lendore    | TTO  | 46,37    |
| 4     | Aldrich Bailey  | USA  | 46,44    |
| –     | Óscar Husillos  | ESP  | DQ       |
| –     | Luguelín Santos | DOM  | DQ       |

3. März 2018

### 800 m
| Platz | Athlet           | Land | Zeit (min) |
| ----- | ---------------- | ---- | ---------- |
| 1     | Adam Kszczot     | POL  | 1:47,47    |
| 2     | Drew Windle      | USA  | 1:47,99    |
| 3     | Saúl Ordóñez     | ESP  | 1:48,01    |
| 4     | Elliot Giles     | GBR  | 1:48,22    |
| 5     | Álvaro de Arriba | ESP  | 1:48,51    |
| 6     | Mostafa Smaili   | MAR  | 1:48,75    |

3. März 2018

### 1500 m
| Platz | Athlet             | Land | Zeit (min) |
| ----- | ------------------ | ---- | ---------- |
| 1     | Samuel Tefera      | ETH  | 3:58,19    |
| 2     | Marcin Lewandowski | POL  | 3:58,39    |
| 3     | Abdalaati Iguider  | MAR  | 3:58,43    |
| 4     | Aman Wote          | ETH  | 3:58,64    |
| 5     | Ben Blankenship    | USA  | 3:58,89    |
| 6     | Jake Wightman      | GBR  | 3:58,91    |
| 7     | Craig Engels       | USA  | 3:58,92    |
| 8     | Chris O’Hare       | GBR  | 4:00,65    |

4. März 2018

### 3000 m
| Platz | Athlet            | Land | Zeit (min) |
| ----- | ----------------- | ---- | ---------- |
| 1     | Yomif Kejelcha    | ETH  | 8:14,41    |
| 2     | Selemon Barega    | ETH  | 8:15,59    |
| 3     | Bethwell Birgen   | KEN  | 8:15,70    |
| 4     | Hagos Gebrhiwet   | ETH  | 8:15,76    |
| 5     | Adel Mechaal      | ESP  | 8:16,13    |
| 6     | Younès Essalhi    | MAR  | 8:16,63    |
| 7     | Davis Kiplangat   | KEN  | 8:18,03    |
| 8     | Clemens Bleistein | GER  | 8:18,24    |

4. März 2018

### 60 m Hürden
| Platz | Athlet                  | Land | Zeit (s) |
| ----- | ----------------------- | ---- | -------- |
| 1     | Andrew Pozzi            | GBR  | 7,46 SB  |
| 2     | Jarret Eaton            | USA  | 7,47     |
| 3     | Aurel Manga             | FRA  | 7,54     |
| 4     | Aries Merritt           | USA  | 7,56     |
| 5     | Pascal Martinot-Lagarde | FRA  | 7,68     |
| 6     | Gabriel Constantino     | BRA  | 7,71     |
| 7     | Roger Iribarne          | CUB  | 7,77     |
| –     | Milan Traikovits        | CYP  | DQ       |

4. März 2018

### 4 × 400 m Staffel
| Platz | Land                   | Athleten                                                        | Zeit (min)  |
| ----- | ---------------------- | --------------------------------------------------------------- | ----------- |
| 1     | Polen                  | Karol Zalewski Rafał Omelko Łukasz Krawczuk Jakub Krzewina      | 3:01,77 WIR |
| 2     | Vereinigte Staaten     | Fred Kerley Michael Cherry Aldrich Bailey Vernon Norwood        | 3:01,97 SB  |
| 3     | Belgien                | Dylan Borlée Jonathan Borlée Jonathan Sacoor Kevin Borlée       | 3:02,51 NIR |
| 4     | Trinidad und Tobago    | Deon Lendore Jereem Richards Asa Guevara Lalonde Gordon         | 3:02,52 NIR |
| 5     | Tschechien             | Michal Desenský Patrik Šorm Filip Šnejdr Pavel Maslák           | 3:04,87 SB  |
| 6     | Vereinigtes Königreich | Owen Smith Grant Plenderleith Jamal Rhoden-Stevens Lee Thompson | 3:05,08 SB  |

4. März 2018

### Hochsprung
| Platz | Athlet             | Land | Höhe (m) |
| ----- | ------------------ | ---- | -------- |
| 1     | Danil Lyssenko     | ANA  | 2,36     |
| 2     | Mutaz Essa Barshim | QAT  | 2,33     |
| 3     | Mateusz Przybylko  | GER  | 2,29     |
| 4     | Erik Kynard        | USA  | 2,29     |
| 5     | Sylwester Bednarek | POL  | 2,25     |
| 6     | Maksim Nedassekau  | BLR  | 2,20     |
| 6     | Donald Thomas      | BAH  | 2,20     |
| 6     | Wang Yu            | CHN  | 2,20     |

1. März 2018

### Stabhochsprung
| Platz | Athlet                  | Land | Höhe (m) |
| ----- | ----------------------- | ---- | -------- |
| 1     | Renaud Lavillenie       | FRA  | 5,90     |
| 2     | Sam Kendricks           | USA  | 5,85     |
| 3     | Piotr Lisek             | POL  | 5,85     |
| 4     | Kurtis Marschall        | AUS  | 5,80 PB  |
| 5     | Emmanouil Karalis       | GRE  | 5,80 PB  |
| 5     | Raphael Holzdeppe       | GER  | 5,80     |
| 7     | Konstandinos Filippidis | GRE  | 5,70     |
| 7     | Armand Duplantis        | SWE  | 5,70     |

4. März 2018

### Weitsprung
| Platz | Athlet                 | Land | Weite (m) |
| ----- | ---------------------- | ---- | --------- |
| 1     | Juan Miguel Echevarría | CUB  | 8,46 WL   |
| 2     | Luvo Manyonga          | RSA  | 8,44 AIR  |
| 3     | Marquis Dendy          | USA  | 8,42 PB   |
| 4     | Jarrion Lawson         | USA  | 8,14      |
| 5     | Shi Yuhao              | CHN  | 8,12      |
| 6     | Ruswahl Samaai         | RSA  | 8,05 SB   |
| 7     | Radek Juška            | CZE  | 7,99 SB   |
| 8     | Eusebio Cáceres        | ESP  | 7,91      |

2. März 2018

### Dreisprung
| Platz | Athlet               | Land | Weite (m) |
| ----- | -------------------- | ---- | --------- |
| 1     | Will Claye           | USA  | 17,43 WL  |
| 2     | Almir dos Santos     | BRA  | 17,41 PB  |
| 3     | Nelson Évora         | POR  | 17,40 NIR |
| 4     | Alexis Copello       | AZE  | 17,17 SB  |
| 5     | Chris Carter         | USA  | 17,15     |
| 6     | Hugues Fabrice Zango | BUR  | 17,11     |
| 7     | Zhu Yaming           | CHN  | 16,87 PB  |
| 8     | Dong Bin             | CHN  | 16,84 SB  |

3. März 2018

### Kugelstoßen
| Platz | Athlet            | Land | Weite (m) |
| ----- | ----------------- | ---- | --------- |
| 1     | Tomas Walsh       | NZL  | 22,31 CR  |
| 2     | David Storl       | GER  | 21,44 SB  |
| 3     | Tomáš Staněk      | CZE  | 21,44     |
| 4     | Darlan Romani     | BRA  | 21,37 AIR |
| 5     | Mesud Pezer       | BIH  | 21,15 NIR |
| 6     | Darrell Hill      | USA  | 21,06 PB  |
| 7     | Ryan Whiting      | USA  | 21,03 SB  |
| 8     | Konrad Bukowiecki | POL  | 20,99     |

3. März 2018

### Siebenkampf
| Platz | Athlet               | Land | Punkte   |
| ----- | -------------------- | ---- | -------- |
| 1     | Kevin Mayer          | FRA  | 6348 WL  |
| 2     | Damian Warner        | CAN  | 6343 NIR |
| 3     | Maicel Uibo          | EST  | 6265 PB  |
| 4     | Kai Kazmirek         | GER  | 6238 PB  |
| 5     | Eelco Sintnicolaas   | NED  | 5997 SB  |
| 6     | Zach Ziemek          | USA  | 5941     |
| 7     | Ruben Gado           | FRA  | 5927     |
| 8     | Dominik Distelberger | AUT  | 5908     |

2./3. März 2018

## Ergebnisse Frauen

### 60 m
| Platz | Athletin           | Land | Zeit (s) |
| ----- | ------------------ | ---- | -------- |
| 1     | Murielle Ahouré    | CIV  | 6,97 WL  |
| 2     | Marie-Josée Ta Lou | CIV  | 7,05 PB  |
| 3     | Mujinga Kambundji  | SUI  | 7,05     |
| 4     | Elaine Thompson    | JAM  | 7,08     |
| 5     | Dafne Schippers    | NED  | 7,10     |
| 6     | Michelle-Lee Ahye  | TTO  | 7,13 SB  |
| 7     | Carolle Zahi       | FRA  | 7,19     |
| 8     | Remona Burchell    | JAM  | 7,50     |

2. März 2018

### 400 m
| Platz | Athletin               | Land | Zeit (s) |
| ----- | ---------------------- | ---- | -------- |
| 1     | Courtney Okolo         | USA  | 50,55 PB |
| 2     | Shakima Wimbley        | USA  | 51,47    |
| 3     | Eilidh Doyle           | GBR  | 51,60 SB |
| 4     | Justyna Święty-Ersetic | POL  | 51,85    |
| 5     | Tovea Jenkins          | JAM  | 52,12 PB |
| 6     | Zoey Clark             | GBR  | 52,16    |

3. März 2018

### 800 m
| Platz | Athletin              | Land | Zeit (min) |
| ----- | --------------------- | ---- | ---------- |
| 1     | Francine Niyonsaba    | BDI  | 1:58,31 WL |
| 2     | Ajeé Wilson           | USA  | 1:58,99 PB |
| 3     | Shelayna Oskan-Clarke | GBR  | 1:59,81 PB |
| 4     | Habitam Alemu         | ETH  | 2:01,10    |
| 5     | Raevyn Rogers         | USA  | 2:01,44    |
| 6     | Selina Büchel         | SUI  | 2:03,01    |

4. März 2018

### 1500 m
| Platz | Athletin           | Land | Zeit (min) |
| ----- | ------------------ | ---- | ---------- |
| 1     | Genzebe Dibaba     | ETH  | 4:05,27    |
| 2     | Laura Muir         | GBR  | 4:06,23    |
| 3     | Sifan Hassan       | NED  | 4:07,26    |
| 4     | Shelby Houlihan    | USA  | 4:11,93    |
| 5     | Winny Chebet       | KEN  | 4:12,08    |
| 6     | Aisha Praught-Leer | JAM  | 4:12,86    |
| 7     | Beatrice Chepkoech | KEN  | 4:13,59    |
| 8     | Rababe Arafi       | MAR  | 4:14,94    |

3. März 2018

### 3000 m
| Platz | Athletin                | Land | Zeit (min) |
| ----- | ----------------------- | ---- | ---------- |
| 1     | Genzebe Dibaba          | ETH  | 8:45,05    |
| 2     | Sifan Hassan            | NED  | 8:45,68 SB |
| 3     | Laura Muir              | GBR  | 8:45,78 SB |
| 4     | Hellen Obiri            | KEN  | 8:49,66    |
| 5     | Shelby Houlihan         | USA  | 8:50,38    |
| 6     | Fantu Worku             | ETH  | 8:50,54    |
| 7     | Konstanze Klosterhalfen | GER  | 8:51,79    |
| 8     | Katie Mackey            | USA  | 8:56,62    |

1. März 2018

### 60 m Hürden
| Platz | Athletin          | Land | Zeit (s) |
| ----- | ----------------- | ---- | -------- |
| 1     | Kendra Harrison   | USA  | 7,70 CR  |
| 2     | Christina Manning | USA  | 7,79     |
| 3     | Nadine Visser     | NED  | 7,84     |
| 4     | Sharika Nelvis    | USA  | 7,86     |
| 5     | Cindy Roleder     | GER  | 7,87     |
| 6     | Isabelle Pedersen | NOR  | 7,94     |
| 7     | Tobi Amusan       | NGR  | 8,05     |
| 8     | Devynne Charlton  | BAH  | 8,18     |

3. März 2018

### 4 × 400 m Staffel
| Platz | Land                   | Athletinnen                                                                                | Zeit (min)  |
| ----- | ---------------------- | ------------------------------------------------------------------------------------------ | ----------- |
| 1     | Vereinigte Staaten     | Quanera Hayes Georganne Moline Shakima Wimbley Courtney Okolo                              | 3:23,85 CR  |
| 2     | Polen                  | Justyna Święty-Ersetic Patrycja Wyciszkiewicz Aleksandra Gaworska Małgorzata Hołub-Kowalik | 3:26,09 NIR |
| 3     | Vereinigtes Königreich | Meghan Beesley Hannah Williams Amy Allcock Zoey Clark                                      | 3:29,38 SB  |
| 4     | Ukraine                | Tetjana Melnyk Kateryna Klymjuk Hanna Jaroschtschuk-Ryschykowa Anastassija Bryshina        | 3:31,32 SB  |
| 5     | Italien                | Raphaela Lukudo Ayomide Folorunso Chiara Bazzoni Maria Enrica Spacca                       | 3:31,55 NIR |
| –     | Jamaika                | Tovea Jenkins Janieve Russell Anastasia Le-Roy Stephenie Ann McPherson                     | DQ          |

4. März 2018

### Hochsprung
| Platz | Athletin              | Land | Höhe (m) |
| ----- | --------------------- | ---- | -------- |
| 1     | Marija Lassizkene     | ANA  | 2,01     |
| 2     | Vashti Cunningham     | USA  | 1,93     |
| 3     | Alessia Trost         | ITA  | 1,93 SB  |
| 4     | Morgan Lake           | GBR  | 1,93 SB  |
| 5     | Julija Lewtschenko    | UKR  | 1,89     |
| 6     | Mirela Demirewa       | BUL  | 1,80     |
| 7     | Erika Kinsey          | SWE  | 1,84     |
| 7     | Iryna Heraschtschenko | UKR  | 1,84     |
| 7     | Inika McPherson       | USA  | 1,84     |

1. März 2018

### Stabhochsprung
| Platz | Athletin            | Land | Höhe (m) |
| ----- | ------------------- | ---- | -------- |
| 1     | Sandi Morris        | USA  | 4,95 CR  |
| 2     | Anschelika Sidorowa | ANA  | 4,90 PB  |
| 3     | Ekaterini Stefanidi | GRE  | 4,80     |
| 4     | Eliza McCartney     | AUS  | 4,75 AIR |
| 5     | Katie Nageotte      | USA  | 4,70     |
| 6     | Alysha Newman       | CAN  | 4,70 NIR |
| 7     | Yarisley Silva      | CUB  | 4,60 SB  |
| 8     | Nina Kennedy        | AUS  | 4,60     |

3. März 2018

### Weitsprung
| Platz | Athletin           | Land | Weite (m) |
| ----- | ------------------ | ---- | --------- |
| 1     | Ivana Španović     | SRB  | 6,96 WL   |
| 2     | Brittney Reese     | USA  | 6,89 SB   |
| 3     | Sosthene Moguenara | GER  | 6,85 SB   |
| 4     | Quanesha Burks     | USA  | 6,81 PB   |
| 5     | Malaika Mihambo    | GER  | 6,64      |
| 6     | Khaddi Sagnia      | SWE  | 6,64      |
| 7     | Christabel Nettey  | CAN  | 6,63 SB   |
| 8     | Ksenija Balta      | EST  | 6,57      |

4. März 2018

### Dreisprung
| Platz | Athletin               | Land | Weite (m) |
| ----- | ---------------------- | ---- | --------- |
| 1     | Yulimar Rojas          | VEN  | 14,63 WL  |
| 2     | Kimberly Williams      | JAM  | 14,48 PB  |
| 3     | Ana Peleteiro          | ESP  | 14,40 PB  |
| 4     | Andreea Panțuroiu      | ROU  | 14,33 PB  |
| 5     | Keturah Orji           | USA  | 14,31     |
| 6     | Paraskevi Papachristou | GRE  | 14,05     |
| 7     | Wiktorija Prokopenko   | ANA  | 14,05     |
| 8     | Tori Franklin          | USA  | 14,03     |

3. März 2018

### Kugelstoßen
| Platz | Athletin            | Land | Weite (m) |
| ----- | ------------------- | ---- | --------- |
| 1     | Anita Márton        | HUN  | 19,62 WL  |
| 2     | Danniel Thomas-Dodd | JAM  | 19,22 NIR |
| 3     | Gong Lijiao         | CHN  | 19,08 SB  |
| 4     | Gao Yang            | CHN  | 18,77 PB  |
| 5     | Paulina Guba        | POL  | 18,54     |
| 6     | Aljona Dubizkaja    | BLR  | 18,21 SB  |
| 7     | Yaniuvis Lopéz      | CUB  | 18,19 PB  |
| 8     | Jeneva Stevens      | USA  | 18,18     |

2. März 2018

### Fünfkampf
| Platz | Athletin                  | Land | Punkte   |
| ----- | ------------------------- | ---- | -------- |
| 1     | Katarina Johnson-Thompson | GBR  | 4750 SB  |
| 2     | Ivona Dadic               | AUT  | 4700 SB  |
| 3     | Yorgelis Rodríguez        | CUB  | 4637 NIR |
| 4     | Eliška Klučinová          | CZE  | 4579     |
| 5     | Erica Bougard             | USA  | 4571     |
| 6     | Xénia Krizsán             | HUN  | 4559     |
| 7     | Alina Schuch              | UKR  | 4466     |
| 8     | Lecabela Quaresma         | POR  | 4424 SB  |

2. März 2018

## Medaillenspiegel
Elf von 26 Titeln gingen an europäische Athleten – eingeschlossen russische Sportler unter neutraler Flagge. Insgesamt gewannen 16 europäische Nationen Medaillen. Acht Goldmedaillen gingen nach Nord- und Südamerika, sechs WM-Titel an Afrika und ein Sieg nach Ozeanien.
| Rang  | Nation                 | Goldmedaille | Silbermedaille | Bronzemedaille | Σ  |
| ----- | ---------------------- | ------------ | -------------- | -------------- | -- |
| 1     | Vereinigte Staaten     | 6            | 10             | 2              | 18 |
| 2     | Äthiopien              | 4            | 1              | 0              | 5  |
| 3     | Polen                  | 2            | 2              | 1              | 5  |
| 4     | Vereinigtes Königreich | 2            | 1              | 4              | 7  |
| 5     | Frankreich             | 2            | 0              | 1              | 3  |
| 6     | Elfenbeinküste         | 1            | 1              | 0              | 2  |
| 7     | Kuba                   | 1            | 0              | 1              | 2  |
| 7     | Tschechien             | 1            | 0              | 1              | 2  |
| 9     | Burundi                | 1            | 0              | 0              | 1  |
| 9     | Ungarn                 | 1            | 0              | 0              | 1  |
| 9     | Neuseeland             | 1            | 0              | 0              | 1  |
| 9     | Serbien                | 1            | 0              | 0              | 1  |
| 9     | Venezuela              | 1            | 0              | 0              | 1  |
| 14    | Jamaika                | 0            | 2              | 0              | 2  |
| 15    | Deutschland            | 0            | 1              | 2              | 3  |
| 15    | Niederlande            | 0            | 1              | 2              | 3  |
| 17    | Volksrepublik China    | 0            | 1              | 1              | 2  |
| 18    | Österreich             | 0            | 1              | 0              | 1  |
| 18    | Brasilien              | 0            | 1              | 0              | 1  |
| 18    | Kanada                 | 0            | 1              | 0              | 1  |
| 18    | Katar                  | 0            | 1              | 0              | 1  |
| 18    | Südafrika              | 0            | 1              | 0              | 1  |
| 23    | Spanien                | 0            | 0              | 2              | 2  |
| 24    | Belgien                | 0            | 0              | 1              | 1  |
| 24    | Estland                | 0            | 0              | 1              | 1  |
| 24    | Griechenland           | 0            | 0              | 1              | 1  |
| 24    | Italien                | 0            | 0              | 1              | 1  |
| 24    | Kenia                  | 0            | 0              | 1              | 1  |
| 24    | Marokko                | 0            | 0              | 1              | 1  |
| 24    | Portugal               | 0            | 0              | 1              | 1  |
| 24    | Schweiz                | 0            | 0              | 1              | 1  |
| 24    | Trinidad und Tobago    | 0            | 0              | 1              | 1  |
| total | total                  | 24           | 25             | 26             | 75 |

Hinweis: Die IAAF führt die drei von Authorised Neutral Athletes gewonnenen Medaillen (2 × Gold, 1 × Silber) nicht im offiziellen Medaillenspiegel.

## Nachträgliche Medaillenvergabe
Nach den Disqualifikationen von Dopingsündern erhielten während der Wettkämpfe Joachim Olsen, Ralf Bartels, Tianna Bartoletta, Concepción Montaner, Marija Šestak und Hyleas Fountain in einem zeremoniellen Akt nachträglich ihre Medaillen vergangener Hallenweltmeisterschaften. Verhindert waren Naide Gomes, Li Meiju, Misleydis González, Olga Rypakowa, Valerie Adams, Nadine Kleinert und Michelle Carter. Der tschechischen 4-mal-400-Meter-Staffel von 2010 werden ihre Medaillen beim IAAF Continental Cup im September 2018 in Ostrava verliehen.